# Лаухин, Виктор Сергеевич
Виктор Сергеевич Лаухин (род. 3 июня 1952, Прокопьевск, Кемеровская область) — советский хоккеист, защитник. Советский и российский тренер.

## Биография
Начинал играть в хоккей в Прокопьевске. Армейскую службу проходил в 1972—1974 годах, выступая за команду класса «Б» СКА Чита. Играл за «Шахтёр» Прокопьевск (1975/76),
«Судостроитель» (Советская Гавань, 1976/77) Выступая в Красноярске, получил тяжелую травму, после которой завершил карьеру игрока. Два года обучался в московской высшей хоккейной школе тренеров. Работал вторым тренером в «Шахтере», в 1988—1990 годах — главный тренер. Тренер (1990—1994) и главный тренер (1994/95) «Металлурга» Новокузнецк. Главный тренер команд «Кемерово» (1997/98), «Металлург-2» Новокузнецк (1998/99), «Вымпел» Междуреченск (2001/02 — 2008/09). Работал с испанской командой города Сан-Себастьяна.
Сообщалось, что 22 марта 2010 года Лаухин должен был возглавить клуб ВХЛ «Ермак» Ангарск; по другим данным, он начал сезон 2010/11 тренером «Ермака», а главным тренером стал 16 декабря 2010. 28 сентября 2011 года подал в отставку по состоянию здоровья. В сезоне 2012/13 — главный тренер команды МХЛ «Сибирские снайперы». С 17 января до 19 октября 2014 — вновь главный тренер «Ермака», покинул команду снова по состоянию здоровья, его обязанности стал исполнять Павел Скугарев. С 17 сентября по 19 октября 2015 — главный тренер клуба ВХЛ «Звезда-ВДВ» Дмитров, за это время команда проиграла 10 матчей из 11.